# 勅使河原秀行
勅使河原 秀行（てしがわら ひでゆき、1963年〈昭和38年〉 - ）は、日本の宗教家。世界平和統一家庭連合（旧統一教会）教会改革推進本部本部長。

## 略歴
1963年、愛知県一宮市に生まれる。一宮市立北部中学校卒業、愛知県立一宮高等学校卒業、父親は大阪に本社のある繊維問屋の取締役で一宮支店長。京都大学農学部農林経済学科入学後、原理研究会に入り、大学卒業後は大和証券に入社。
1992年8月に統一教会の「合同結婚式」に参加し、元体操選手・タレントの山﨑浩子と結婚したが、翌年に山崎が統一教会を脱会し2人が入籍することはなかった。1993年に山崎が脱会を表明した事から婚姻関係は解消された。この動きはメディアに注目され、「テッシー」と呼ばれた。
鈴木エイトによると、2013年に統一教会の教団職員、翌年に人事部長のポストを得た。2016年には、総合企画局副局長との役職を務めていた。2022年には、安倍晋三銃撃事件に関連する旧統一教会の会見において「教会改革推進本部本部長」に任命され、約30年ぶりにメディアの前に登場した。